# Cachar
Cachar – jeden z dystryktów administracyjnych w stanie Asam w Indiach powstały w 1832. Rejon ma obszar 3786 km² a populacja wyniosła 1.442.141 mieszkańców w 2001. Głównym i największym miastem jest Silchar. Oficjalnym językiem urzędowym jest język bengalski. Przez region przebiega linia kolejowa.
Nazwa Cachar pochodzi z dawnego królestwa Kachari, którego było częścią.
Roczne opady deszczu – 3139 mm.
Umiejętność pisania i czytania – 68.42%.

## Wyznania (2001)
- hinduizm – 886 761, (61,57%)
- islam – 522 051 (36,25%)
- chrześcijaństwo – 31 306 (2,17%) (zobacz więcej: Chrześcijaństwo w Indiach)